# 嗜み
| ウィキペディアには「嗜み」という見出しの百科事典記事はありません（タイトルに「嗜み」を含むページの一覧/「嗜み」で始まるページの一覧）。 代わりにウィクショナリーのページ「嗜み」が役に立つかもしれません。 |